# Tornei di tennis femminili nel 1957
Prima della nascita del WTA Tour, ossia l'apertura alle tenniste professioniste dei tornei che prima di quell'anno erano riservati alle tenniste dilettanti, tutti gli eventi più importanti erano amatoriali, tra questi c'erano i tornei del Grande Slam: gli Australian Championships, gli Internazionali di Francia, il Torneo di Wimbledon e gli U.S. National Championships.

## Gennaio
| Settimana  | Torneo                                                                                     | Vincitore                                            | Finalista                              | Semifinalisti | Eliminati ai quarti |
| ---------- | ------------------------------------------------------------------------------------------ | ---------------------------------------------------- | -------------------------------------- | ------------- | ------------------- |
| gennaio    | South Western South Africa Championships 1957 Boland, Sudafrica Singolare - Doppio         | Daphnee Seeney Fancutt 1-6 6-2 6-1                   | Renee Schuurman                        |               |                     |
| gennaio    | South Western South Africa Championships 1957 Boland, Sudafrica Singolare - Doppio         |                                                      |                                        |               |                     |
| 1º gennaio | Benalla New Years Tournament 1957 Benalla, Australia Singolare - Doppio                    | Eva Duldig 6-2 6-3                                   | Fletcher Barker                        |               |                     |
| 1º gennaio | Benalla New Years Tournament 1957 Benalla, Australia Singolare - Doppio                    |                                                      |                                        |               |                     |
| 1º gennaio | Cumberland Championships 1957 Sydney, Australia Erba Singolare - Doppio                    | Pat Parmenter 6-3 8-6                                | Norma Marsh                            |               |                     |
| 1º gennaio | Cumberland Championships 1957 Sydney, Australia Erba Singolare - Doppio                    | Beth Jones Pat Parmenter 6-1 6-2                     | Norma Marsh Dawn Thomas                |               |                     |
| 1º gennaio | Eastern Province Championships 1957 Port Elizabeth, Sudafrica Singolare - Doppio           | Heather Brewer-Segal 6-2 6-2                         | Bernice Carr-Vukovich                  |               |                     |
| 1º gennaio | Eastern Province Championships 1957 Port Elizabeth, Sudafrica Singolare - Doppio           | Valerie Forbes Daphnee Seeney Fancutt 6-4 6-3        | Sandra Reynolds-Price Renee Schuurman  |               |                     |
| 1º gennaio | Eastern Province Championships 1957 Port Elizabeth, Sudafrica Singolare - Doppio           | Doppio misto: Heather Brewer-Segal Segal             | Daphnee Seeney Fancutt Michael Fancutt |               |                     |
| 5 gennaio  | Sydney Manly Seaside Championships 1957 Sydney, Australia Singolare - Doppio               | Althea Gibson 0-6 7-5 6-2                            | Shirley Fry                            |               |                     |
| 5 gennaio  | Sydney Manly Seaside Championships 1957 Sydney, Australia Singolare - Doppio               | Shirley Fry Althea Gibson 6-1 6-3                    | Beth Jones Pat Parmenter               |               |                     |
| 5 gennaio  | Sydney Manly Seaside Championships 1957 Sydney, Australia Singolare - Doppio               | Doppio misto: J May Bevis Hawton 3-6 6-4 6-4         | B Gulley P Parmenter                   |               |                     |
| 6 gennaio  | Dixie Championships 1957 Tampa, USA Terra rossa Singolare - Doppio                         | Karol Fageros 6-3 6-2                                | Rosa Maria Reyes Darmon                |               |                     |
| 6 gennaio  | Dixie Championships 1957 Tampa, USA Terra rossa Singolare - Doppio                         | Martha Hernandez Rosa Maria Reyes Darmon 6-3 6-2     | Karol Fageros Maria Ester Bueno        |               |                     |
| 12 gennaio | Florida West Coast Championships 1957 Saint Petersburg, USA Terra rossa Singolare - Doppio | Karol Fageros 6-2 8-6                                | Rosa Maria Reyes Darmon                |               |                     |
| 12 gennaio | Florida West Coast Championships 1957 Saint Petersburg, USA Terra rossa Singolare - Doppio | Martha Hernandez Rosa Maria Reyes Darmon 5-7 6-1 6-2 | Karol Fageros Maria Ester Bueno        |               |                     |
| 12 gennaio | New Zealand Championships 1957 Auckland, Nuova Zelanda Singolare - Doppio                  | Ruia Morrison-Davy 7-5 5-7 6-1                       | Pat Nettleton                          |               |                     |
| 12 gennaio | New Zealand Championships 1957 Auckland, Nuova Zelanda Singolare - Doppio                  |                                                      |                                        |               |                     |
| 12 gennaio | Pierre Gillou Indoor 1957 Parigi, Francia Singolare - Doppio                               | Thelma Coyne 6-3 7-5                                 | Pat Ward-Hales                         |               |                     |
| 12 gennaio | Pierre Gillou Indoor 1957 Parigi, Francia Singolare - Doppio                               | Ginette Bucaille Thelma Coyne 6-4 0-6 6-2            | Anne Shilcock Pat Ward-Hales           |               |                     |
| 12 gennaio | Western Province Championships 1957 Città del Capo, Sudafrica Singolare - Doppio           | Daphnee Seeney Fancutt 6-3 7-5                       | Bernice Carr-Vukovich                  |               |                     |
| 12 gennaio | Western Province Championships 1957 Città del Capo, Sudafrica Singolare - Doppio           | Valerie Forbes Daphnee Seeney Fancutt 0-8 6-0        | Bernice Carr-Vukovich Meryl Hammill    |               |                     |
| 12 gennaio | Western Province Championships 1957 Città del Capo, Sudafrica Singolare - Doppio           | Doppio misto: Heather Brewer-Segal Segal walkover    | Daphnee Seeney Fancutt Michael Fancutt |               |                     |
| 27 gennaio | Scandanavian Covered Court Championships 1957 Copenaghen, Danimarca Singolare - Doppio     | Anne Shilcock 6-3 6-4                                | Angela Mortimer                        |               |                     |
| 27 gennaio | Scandanavian Covered Court Championships 1957 Copenaghen, Danimarca Singolare - Doppio     | Ginette Bucaille Thelma Coyne 7-5 6-4                | Angela Mortimer Anne Shilcock          |               |                     |
| 27 gennaio | Scandanavian Covered Court Championships 1957 Copenaghen, Danimarca Singolare - Doppio     | Doppio misto: Rosin Rosberg                          | Anne Shilcock Wilson                   |               |                     |
| 28 gennaio | Australian Championships 1957 Melbourne, Australia Erba Singolare - Doppio                 | Shirley Fry 6-3 6-4                                  | Althea Gibson                          |               |                     |
| 28 gennaio | Australian Championships 1957 Melbourne, Australia Erba Singolare - Doppio                 | Shirley Fry Althea Gibson 6-2, 6-1                   | Mary Bevis-Hawton Fay Muller           |               |                     |

## Febbraio
| Settimana   | Torneo                                                                                    | Vincitore                                                   | Finalista                                    | Semifinalisti | Eliminati ai quarti |
| ----------- | ----------------------------------------------------------------------------------------- | ----------------------------------------------------------- | -------------------------------------------- | ------------- | ------------------- |
| 3 febbraio  | German Covered Court Championships 1957 Colonia, Germania Campo indoor Singolare - Doppio | Anne Shilcock                                               | Christiane Mercelis                          |               |                     |
| 3 febbraio  | German Covered Court Championships 1957 Colonia, Germania Campo indoor Singolare - Doppio | Pat Ward-Hales Anne Shilcock 8-6 6-3                        | Thelma Coyne Erika Vollmer                   |               |                     |
| 3 febbraio  | German Covered Court Championships 1957 Colonia, Germania Campo indoor Singolare - Doppio | Doppio misto: Pat Ward-Hales Johansson 6-? 6-1              | Erika Vollmer Borotra                        |               |                     |
| 3 febbraio  | South Florida Championships 1957 West Palm Beach, USA Terra rossa Singolare - Doppio      | Dorothy Knode-Head 7-9 7-5 6-3                              | Karol Fageros                                |               |                     |
| 3 febbraio  | South Florida Championships 1957 West Palm Beach, USA Terra rossa Singolare - Doppio      |                                                             |                                              |               |                     |
| 3 febbraio  | South Florida Championships 1957 West Palm Beach, USA Terra rossa Singolare - Doppio      | Doppio misto: Karol Fageros Mervyn Rose 6-1 7-5             | Dorothy Knode-Head Johann Kupferburger       |               |                     |
| 8 febbraio  | Desert Invitational 1957 Palm Desert, USA Singolare - Doppio                              | Dorothy Bundy Cheney 4-6 6-1 6-4                            | Patricia Todd                                |               |                     |
| 8 febbraio  | Desert Invitational 1957 Palm Desert, USA Singolare - Doppio                              |                                                             |                                              |               |                     |
| 10 febbraio | Austin Smith Championships 1957 Fort Lauderdale, USA Singolare - Doppio                   | Maria Esther Bueno                                          | Martha Hernandez                             |               |                     |
| 10 febbraio | Austin Smith Championships 1957 Fort Lauderdale, USA Singolare - Doppio                   | Martha Hernandez Maria Ester Bueno 6-1 6-2                  | Margareta Bonstrom Inge Weber                |               |                     |
| 10 febbraio | Franch Covered Court Championships 1957 Parigi, Francia Singolare - Doppio                | Thelma Coyne 6-1 1-6 6-2                                    | Angela Buxton                                |               |                     |
| 10 febbraio | Franch Covered Court Championships 1957 Parigi, Francia Singolare - Doppio                | Angela Buxton Thelma Coyne 6-1 1-6 6-2                      | Anne Shilcock Susan Patridge Chatrier        |               |                     |
| 10 febbraio | Franch Covered Court Championships 1957 Parigi, Francia Singolare - Doppio                | Doppio misto: Thelma Long Giorgio Fachini 7-5 7-5           | Beatrice de Chambure Xavier Perreau-Saussine |               |                     |
| 12 febbraio | HIK Tournament 1957 Copenaghen, Danimarca Singolare - Doppio                              | Lisa Gram Andersen 5-7 6-3 6-2                              | Else Schmidt                                 |               |                     |
| 12 febbraio | HIK Tournament 1957 Copenaghen, Danimarca Singolare - Doppio                              |                                                             |                                              |               |                     |
| 16 febbraio | Northern Suburbs Championships 1957 Sydney, Australia Singolare - Doppio                  | Margaret Hellyer 6-4 9-11 6-2                               | Mary Carter-Reitano                          |               |                     |
| 16 febbraio | Northern Suburbs Championships 1957 Sydney, Australia Singolare - Doppio                  | B. Jones Mary Carter-Reitano 6-2 6-2                        | Mrs Franklin Moss                            |               |                     |
| 17 febbraio | Lyon Covered Court Championships 1957 Lione, Francia Singolare - Doppio                   | Thelma Coyne 6-0 6-1                                        | Josette Billaz                               |               |                     |
| 17 febbraio | Lyon Covered Court Championships 1957 Lione, Francia Singolare - Doppio                   | Thelma Long Josette Billaz 6-4 6-4                          | Zsuzsa Körmöczy Anne-Marie Seghers           |               |                     |
| 17 febbraio | Lyon Covered Court Championships 1957 Lione, Francia Singolare - Doppio                   | Doppio misto: Thelma Long Francois Garnero 6-4 6-4          | Zsuzsa Körmöczy István Gulyás                |               |                     |
| 24 febbraio | City of Miami Championships 1957 Miami, USA Singolare - Doppio                            | Martha Hernandez 6-2 4-6 6-4                                | Marilyn Stock                                |               |                     |
| 24 febbraio | City of Miami Championships 1957 Miami, USA Singolare - Doppio                            |                                                             |                                              |               |                     |
| 24 febbraio | City of Miami Championships 1957 Miami, USA Singolare - Doppio                            | Doppio misto: Martha Hernandez Carlos Fernandes 2-6 6-0 6-2 | Marilyn Stock Don Platt                      |               |                     |
| 24 febbraio | Panama Championships 1957 Città di Panamá, Panama Singolare - Doppio                      | Dorothy Knode-Head 2-6 7-5 6-1                              | Darlene Hard                                 |               |                     |
| 24 febbraio | Panama Championships 1957 Città di Panamá, Panama Singolare - Doppio                      |                                                             |                                              |               |                     |
| 24 febbraio | Panama Championships 1957 Città di Panamá, Panama Singolare - Doppio                      | Doppio misto: Dorothy Knode-Head Jerry Moss (finslisti)     |                                              |               |                     |
| 24 febbraio | Asian Championships 1957 Colombo, Sri Lanka Singolare - Doppio                            | Althea Gibson 6-0 13-11                                     | Pat Ward-Hales                               |               |                     |
| 24 febbraio | Asian Championships 1957 Colombo, Sri Lanka Singolare - Doppio                            | Mrs S. Singh Pat Ward-Hales 6-4 7-5                         | Christobel Fonseca Althea Gibson             |               |                     |
| 24 febbraio | Asian Championships 1957 Colombo, Sri Lanka Singolare - Doppio                            | Doppio misto: Althea Gibson Jaroslav Drobny                 | Pat Ward Michael Davis                       |               |                     |
| 28 febbraio | Polish Covered Court Championships 1957 Gliwice, Polonia Campo indoor Singolare - Doppio  | Jadwiga Jędrzejowska 9-7 6-2                                | Wanda Filipowna                              |               |                     |
| 28 febbraio | Polish Covered Court Championships 1957 Gliwice, Polonia Campo indoor Singolare - Doppio  |                                                             |                                              |               |                     |

## Marzo
| Settimana | Torneo | Vincitore                                                        | Finalista                                  | Semifinalisti | Eliminati ai quarti |
| --------- | --- | ---------------------------------------------------------------- | ------------------------------------------ | ------------- | ------------------- |
| marzo     | Brooklyn Women's Indoor Championships 1957 New York, USA Campo indoor Singolare - Doppio                         | Dorothy Knode-Head                                               |                                            |               |                     |
| marzo     | Brooklyn Women's Indoor Championships 1957 New York, USA Campo indoor Singolare - Doppio                         |                                                                  |                                            |               |                     |
| 2 marzo   | Colombia International 1957 Barranquila, Colombia Singolare - Doppio                                             | Shirley Bloomer-Brasher 7-5 7-5                                  | Angela Buxton                              |               |                     |
| 2 marzo   | Colombia International 1957 Barranquila, Colombia Singolare - Doppio                                             | Maria Ester Bueno Darlene Hard 6-2 7-5                           | Shirley Bloomer-Brasher Angela Buxton      |               |                     |
| 3 marzo   | Queensland Bay Championships 1957 Redcliffe, Australia Singolare - Doppio                                        | Linde 6-2 3-6 6-0                                                | Z. Robinson                                |               |                     |
| 3 marzo   | Queensland Bay Championships 1957 Redcliffe, Australia Singolare - Doppio                                        |                                                                  |                                            |               |                     |
| 4 marzo   | Western Australian Championships 1957 Perth, Australia Singolare - Doppio                                        | Helen Collins 3-6 6-4 6-4                                        | June Langley                               |               |                     |
| 4 marzo   | Western Australian Championships 1957 Perth, Australia Singolare - Doppio                                        | C.M. Rogers A.R. Thiele 6-0 6-4                                  | E. Edwards B. Hall                         |               |                     |
| 4 marzo   | Western Australian Championships 1957 Perth, Australia Singolare - Doppio                                        | Doppio misto: Nicola Pietrangeli June Langley                    | Clive Wilderspin Bandy                     |               |                     |
| 6 marzo   | St Andrew Invitation 1957 Kingston, Giamaica Erba Singolare - Doppio                                             | Darlene Hard 6-2 6-2                                             | Betty Rosenquest Pratt                     |               |                     |
| 6 marzo   | St Andrew Invitation 1957 Kingston, Giamaica Erba Singolare - Doppio                                             | Maria Ester Bueno Darlene Hard 8-6 6-0                           | Shirley Bloomer-Brasher Angela Buxton      |               |                     |
| 10 marzo  | Philippines International Championships 1957 Manila, Filippine Singolare - Doppio                                | Pat Ward-Hales 6-0 6-1                                           | Desidera Ampon                             |               |                     |
| 10 marzo  | Philippines International Championships 1957 Manila, Filippine Singolare - Doppio                                |                                                                  |                                            |               |                     |
| 16 marzo  | US Indoors 1957 Boston, USA Campo indoor Singolare - Doppio                                                      | Dorothy Levine 6-1 6-1                                           | Lois Felix                                 |               |                     |
| 16 marzo  | US Indoors 1957 Boston, USA Campo indoor Singolare - Doppio                                                      |                                                                  |                                            |               |                     |
| 17 marzo  | Everglades Invitation 1957 Palm Beach, USA Terra rossa Singolare - Doppio                                        | Shirley Bloomer-Brasher 6-1 6-0                                  | Yola Ramírez                               |               |                     |
| 17 marzo  | Everglades Invitation 1957 Palm Beach, USA Terra rossa Singolare - Doppio                                        |                                                                  |                                            |               |                     |
| 17 marzo  | Everglades Invitation 1957 Palm Beach, USA Terra rossa Singolare - Doppio                                        | Doppio misto: Darlene Hard Jerry Moss 6-3 3-6 6-4                | Yola Ramírez Pancho Contreras              |               |                     |
| 17 marzo  | Riviera Championships 1957 Mentone, Francia Singolare - Doppio                                                   | Lucia Bassi 11-9 6-0                                             | S. Prettejohn                              |               |                     |
| 17 marzo  | Riviera Championships 1957 Mentone, Francia Singolare - Doppio                                                   |                                                                  |                                            |               |                     |
| 23 marzo  | Australian Hard Court Championships 1957 Sydney, Australia Terra rossa Singolare - Doppio                        | Beth Jones 6-3 4-6 6-2                                           | Mary Bevis-Hawton                          |               |                     |
| 23 marzo  | Australian Hard Court Championships 1957 Sydney, Australia Terra rossa Singolare - Doppio                        | Shirley Fry Norma Marsh 6-8 6-4 6-4                              | Mary Carter-Reitano Mary Bevis-Hawton      |               |                     |
| 23 marzo  | Australian Hard Court Championships 1957 Sydney, Australia Terra rossa Singolare - Doppio                        | Doppio misto: Lorraine Coghlan Robinson Mark                     | Mary Bevis-Hawton Bob Howe                 |               |                     |
| 24 marzo  | Cannes Lawn Tennis Club Championships 1957 Cannes, Francia Terra rossa Singolare - Doppio                        | Marta Peterdy-Wolf 6-3 6-1                                       | Kay Newcombe                               |               |                     |
| 24 marzo  | Cannes Lawn Tennis Club Championships 1957 Cannes, Francia Terra rossa Singolare - Doppio                        |                                                                  |                                            |               |                     |
| 24 marzo  | Egyptian International Cairo Championships 1957 Cairo, Egitto Terra rossa Singolare - Doppio                     | Zsuzsa Körmöczy 10-8 1-6 7-5                                     | Edda Buding                                |               |                     |
| 24 marzo  | Egyptian International Cairo Championships 1957 Cairo, Egitto Terra rossa Singolare - Doppio                     |                                                                  |                                            |               |                     |
| 24 marzo  | Good Neighbor Tournament 1957 Miami, USA Terra rossa Singolare - Doppio                                          | Shirley Bloomer-Brasher 6-3 7-5                                  | Darlene Hard                               |               |                     |
| 24 marzo  | Good Neighbor Tournament 1957 Miami, USA Terra rossa Singolare - Doppio                                          |                                                                  |                                            |               |                     |
| 24 marzo  | Good Neighbor Tournament 1957 Miami, USA Terra rossa Singolare - Doppio                                          | Doppio misto: Shirley Bloomer-Brasher Gardnar Mulloy 5-7 6-3 6-2 | Martha Hernandez Mario Llamas              |               |                     |
| 31 marzo  | Gallia Club Championships 1957 Gallia, Francia Terra rossa Singolare - Doppio                                    | Marta Peterdy-Wolf 6-1 6-4                                       | Jadwiga Jędrzejowska                       |               |                     |
| 31 marzo  | Gallia Club Championships 1957 Gallia, Francia Terra rossa Singolare - Doppio                                    | Jadwiga Jędrzejowska Anne-Marie Seghers 6-4 7-5                  | Marie Odile Bouchet Florence de la Courtie |               |                     |
| 31 marzo  | Gallia Club Championships 1957 Gallia, Francia Terra rossa Singolare - Doppio                                    | Doppio misto: Jadwiga Jędrzejowska Eduardo Argon 7-5 6-0         | Beatrice de Chambure Jean-Pierre Bergerat  |               |                     |
| 31 marzo  | Egyptian International Alexandria Championships 1957 Alessandria d'Egitto, Egitto Terra rossa Singolare - Doppio | Edda Buding 6-4 1-0 ritiro                                       | Ilse Buding                                |               |                     |
| 31 marzo  | Egyptian International Alexandria Championships 1957 Alessandria d'Egitto, Egitto Terra rossa Singolare - Doppio |                                                                  |                                            |               |                     |
| 31 marzo  | Egyptian International Alexandria Championships 1957 Alessandria d'Egitto, Egitto Terra rossa Singolare - Doppio | Doppio misto: Sarwat Davidson 1-6 6-4 6-4                        | Edda Buding Scholl                         |               |                     |
| 31 marzo  | New South Wales Hard Court Championships 1957 Dubbo, Australia Singolare - Doppio                                | Lorraine Coghlan Robinson 6-1 6-2                                | Beth Jones                                 |               |                     |
| 31 marzo  | New South Wales Hard Court Championships 1957 Dubbo, Australia Singolare - Doppio                                | Jan Lehane Mary Fenton 10-8 2-6 6-2                              | M. Rayson Vera Roberts                     |               |                     |
| 31 marzo  | New South Wales Hard Court Championships 1957 Dubbo, Australia Singolare - Doppio                                | Doppio misto: Lorraine Coghlan Robinson R Mark                   | Beth Jones Graham Lovett                   |               |                     |

## Aprile
| Settimana | Torneo                                                                                           | Vincitore                                                       | Finalista                                      | Semifinalisti | Eliminati ai quarti |
| --------- | ------------------------------------------------------------------------------------------------ | --------------------------------------------------------------- | ---------------------------------------------- | ------------- | ------------------- |
| 1º aprile | Moscow Covered Court Championships 1957 Mosca, URSS Campo indoor Singolare - Doppio              | Vera Sukova Puzejova                                            | Gazdikova                                      |               |                     |
| 1º aprile | Moscow Covered Court Championships 1957 Mosca, URSS Campo indoor Singolare - Doppio              | Gazdikova Vera Sukova Puzejova 5-7 6-1 6-0                      | Filippova Preobrazenska                        |               |                     |
| 6 aprile  | Surrey Hard Court Championships 1957 Roehampton, Gran Bretagna Terra rossa Singolare - Doppio    | Christine Truman 5-7 6-0 6-4                                    | Joan Curry                                     |               |                     |
| 6 aprile  | Surrey Hard Court Championships 1957 Roehampton, Gran Bretagna Terra rossa Singolare - Doppio    | Joan Curry Rosemary Deloford 0-6 6-2 6-4                        | Sheila Armstrong Caroline Yates-Bell           |               |                     |
| 6 aprile  | Lebanon International 1957 Beirut, Libano Singolare - Doppio                                     | Zsuzsa Körmöczy 4-6 6-2 6-2                                     | Edda Buding                                    |               |                     |
| 6 aprile  | Lebanon International 1957 Beirut, Libano Singolare - Doppio                                     |                                                                 |                                                |               |                     |
| 6 aprile  | Lebanon International 1957 Beirut, Libano Singolare - Doppio                                     | Doppio misto: Edda Buding Viziru                                | I Budng Rosa Maria Reyes Darmon                |               |                     |
| 7 aprile  | Carlton Club Championships 1957 Cannes, Francia Terra rossa Singolare - Doppio                   | Christiane Mercelis 8-6 6-2                                     | Ginette Bucaille                               |               |                     |
| 7 aprile  | Carlton Club Championships 1957 Cannes, Francia Terra rossa Singolare - Doppio                   | Jacqueline Kermina Anne Shilcock 6-4 6-2                        | Ginette Bucaille Christiane Mercelis           |               |                     |
| 7 aprile  | Carlton Club Championships 1957 Cannes, Francia Terra rossa Singolare - Doppio                   | Doppio misto: Anne Shilcock Robson                              | Christiane Mercelis Jacques Brichant           |               |                     |
| 7 aprile  | Caribbean Championships 1957 Montego Bay, Giamaica Erba Singolare - Doppio                       | Darlene Hard 11-9 6-4                                           | Shirley Bloomer-Brasher                        |               |                     |
| 7 aprile  | Caribbean Championships 1957 Montego Bay, Giamaica Erba Singolare - Doppio                       | Maria Ester Bueno Darlene Hard 6-1 6-4                          | Shirley Bloomer-Brasher Dorothy Levine         |               |                     |
| 7 aprile  | Caribbean Championships 1957 Montego Bay, Giamaica Erba Singolare - Doppio                       | Doppio misto: Maria Ester Bueno Fernandez lancio di una moneta  | Mary Ann Mitchell Reed                         |               |                     |
| 14 aprile | Campionati Internazionali di Sicilia 1957 Palermo, Italia Terra rossa Singolare - Doppio         | Thelma Coyne 9-7 6-1                                            | Edda Buding                                    |               |                     |
| 14 aprile | Campionati Internazionali di Sicilia 1957 Palermo, Italia Terra rossa Singolare - Doppio         |                                                                 |                                                |               |                     |
| 14 aprile | Campionati Internazionali di Sicilia 1957 Palermo, Italia Terra rossa Singolare - Doppio         | Doppio misto: Thelma Long Luis Ayala 7-5 3-6 6-2                | Edda Buding Esteban Reyes                      |               |                     |
| 14 aprile | Nice Lawn Tennis Club Championships 1957 Nizza, Francia Terra rossa Singolare - Doppio           | Christiane Mercelis 4-6 6-1 6-1                                 | Jacqueline Kermina                             |               |                     |
| 14 aprile | Nice Lawn Tennis Club Championships 1957 Nizza, Francia Terra rossa Singolare - Doppio           | Ginette Bucaille Christiane Mercelis 6-1 6-1                    | Josette Billaz Jacqueline Kermina              |               |                     |
| 14 aprile | Caribe Hilton Championships 1957 San Juan, Porto Rico Cemento Singolare - Doppio                 | Dorothy Knode-Head 8-6 6-3                                      | Betty Rosenquest Pratt                         |               |                     |
| 14 aprile | Caribe Hilton Championships 1957 San Juan, Porto Rico Cemento Singolare - Doppio                 | Maria Ester Bueno Darlene Hard 7-5 2-6 6-2                      | Shirley Bloomer-Brasher Betty Rosenquest Pratt |               |                     |
| 15 aprile | Torneo di Wynnum 1957 Wynnum, Australia Singolare - Doppio                                       | Rosemary White 7-9 7-5 6-2                                      | Dorothy Linde                                  |               |                     |
| 15 aprile | Torneo di Wynnum 1957 Wynnum, Australia Singolare - Doppio                                       |                                                                 |                                                |               |                     |
| 20 aprile | Cumberland Hard Court Championships 1957 Hampstead, Gran Bretagna Terra rossa Singolare - Doppio | Christine Truman 4-6 6-1 8-6                                    | Sheila Armstrong                               |               |                     |
| 20 aprile | Cumberland Hard Court Championships 1957 Hampstead, Gran Bretagna Terra rossa Singolare - Doppio | Ann Haydon Jones Christine Truman 6-4 6-1                       | Rosemary Deloford Pat Hird                     |               |                     |
| 20 aprile | Cumberland Hard Court Championships 1957 Hampstead, Gran Bretagna Terra rossa Singolare - Doppio | Doppio misto: Pat Hird Gerald Oakley                            | Caroline Yates-Bell Peter Frankland            |               |                     |
| 21 aprile | Torneo di Kingaroy 1957 Kingaroy, Australia Singolare - Doppio                                   | Duncan 9-11 6-4 6-2                                             | Linde                                          |               |                     |
| 21 aprile | Torneo di Kingaroy 1957 Kingaroy, Australia Singolare - Doppio                                   |                                                                 |                                                |               |                     |
| 21 aprile | Central Queensland Championships 1957 Rockhampton, Australia Singolare - Doppio                  | Fay Muller 6-1 6-0                                              | Eunice Asplin                                  |               |                     |
| 21 aprile | Central Queensland Championships 1957 Rockhampton, Australia Singolare - Doppio                  | Fay Muller Shirley Burton 6-2 6-0                               | Landsberg Kelly                                |               |                     |
| 22 aprile | Monte Carlo Cup 1957 Monte Carlo, Monte Carlo Terra rossa Singolare - Doppio                     | Annalisa Bossi 6-2 6-1                                          | Yola Ramírez                                   |               |                     |
| 22 aprile | Monte Carlo Cup 1957 Monte Carlo, Monte Carlo Terra rossa Singolare - Doppio                     | Ginette Bucaille Susan Patridge Chatrier 5-7 6-3 6-4            | Anne Shilcock Pat Ward-Hales                   |               |                     |
| 22 aprile | Monte Carlo Cup 1957 Monte Carlo, Monte Carlo Terra rossa Singolare - Doppio                     | Doppio misto: Anne Shilcock Budge Patty                         | Pat Ward-Hales Warren Woodcock                 |               |                     |
| 22 aprile | South African Championships 1957 Johannesburg, Sudafrica Singolare - Doppio                      | Heather Brewer-Segal 8-10 6-2 6-3                               | Gwendy Love                                    |               |                     |
| 22 aprile | South African Championships 1957 Johannesburg, Sudafrica Singolare - Doppio                      | Beryl Bartlett Gwendy Love 6-2 6-4                              | Daphnee Seeney Fancutt Thea Hall               |               |                     |
| 22 aprile | South African Championships 1957 Johannesburg, Sudafrica Singolare - Doppio                      | Doppio misto: Valerie Forbes Gordon Forbes 10-8 6-3             | Sandra Reynolds-Price Williams                 |               |                     |
| 24 aprile | Tally Ho! 1957 Birmingham, Gran Bretagna Singolare - Doppio                                      | Ann Haydon Jones 6-2 6-1                                        | Rita Bentley                                   |               |                     |
| 24 aprile | Tally Ho! 1957 Birmingham, Gran Bretagna Singolare - Doppio                                      | Ann Haydon Jones V. Pitt 6-2 6-2                                | Barbara Knapp S. Morris                        |               |                     |
| 24 aprile | Tally Ho! 1957 Birmingham, Gran Bretagna Singolare - Doppio                                      | Doppio misto: Georgie Woodgate Paish 6-2 6-3                    | Ann Haydon Jones Bernstein                     |               |                     |
| 24 aprile | Tasmanian Championships 1957 Launceston, Australia Singolare - Doppio                            | Alison Burton Baker 6-2 3-6 9-7                                 | Bowden                                         |               |                     |
| 24 aprile | Tasmanian Championships 1957 Launceston, Australia Singolare - Doppio                            | Alison Burton Baker N. Ricketts 6-3 2-6 6-3                     | L. Bowden N. McDonald                          |               |                     |
| 24 aprile | Tasmanian Championships 1957 Launceston, Australia Singolare - Doppio                            | Doppio misto: A Cooper Alison Burton Baker 6-2 6-0              | R Thompson N. McDonald                         |               |                     |
| 27 aprile | Rothmans Connaught Championships 1957 Chingford, Gran Bretagna Terra rossa Singolare - Doppio    | Christine Truman 6-3 6-3                                        | Elaine Shenton                                 |               |                     |
| 27 aprile | Rothmans Connaught Championships 1957 Chingford, Gran Bretagna Terra rossa Singolare - Doppio    | Joan Curry Angela Mortimer 6-3 6-2                              | Ann Haydon Jones Christine Truman              |               |                     |
| 27 aprile | Surrey Hard Court Championships 1957 Sutton, Gran Bretagna Terra rossa Singolare - Doppio        | Shirley Bloomer-Brasher 6-4 5-7 6-3                             | Darlene Hard                                   |               |                     |
| 27 aprile | Surrey Hard Court Championships 1957 Sutton, Gran Bretagna Terra rossa Singolare - Doppio        |                                                                 |                                                |               |                     |
| 28 aprile | Torneo di Beaulieu 1957 Beaulieu-sur-Mer, Francia Terra rossa Singolare - Doppio                 | Renata Ostermann 1-6 6-3 6-3                                    | Carmen Lampe                                   |               |                     |
| 28 aprile | Torneo di Beaulieu 1957 Beaulieu-sur-Mer, Francia Terra rossa Singolare - Doppio                 |                                                                 |                                                |               |                     |
| 28 aprile | Campionato Partenopeo 1957 Napoli, Italia Terra rossa Singolare - Doppio                         | Thelma Coyne                                                    | Maria Chiara Ramorino                          |               |                     |
| 28 aprile | Campionato Partenopeo 1957 Napoli, Italia Terra rossa Singolare - Doppio                         |                                                                 |                                                |               |                     |
| 28 aprile | Campionato Partenopeo 1957 Napoli, Italia Terra rossa Singolare - Doppio                         | Doppio misto: Thelma Long Luis Ayala                            | Julia Sampson Hugh Stewart                     |               |                     |
| 28 aprile | Ojai Valley Championships 1957 Ojai, USA Cemento Singolare - Doppio                              | Louise Brough                                                   | Sally Moore                                    |               |                     |
| 28 aprile | Ojai Valley Championships 1957 Ojai, USA Cemento Singolare - Doppio                              | Janet Hopps Adkisson Diane Wootton 6-2 4-6 6-2                  | Joan Johnson Geri Shephard                     |               |                     |
| 28 aprile | California State Championships 1957 San Francisco, USA Terra rossa Singolare - Doppio            | Janet Hopps Adkisson 4-6 6-3 6-1                                | Mary Ann Mitchell                              |               |                     |
| 28 aprile | California State Championships 1957 San Francisco, USA Terra rossa Singolare - Doppio            | Mary Ann Mitchell Wilma Smith                                   | Janet Hopps Adkisson Barbara Benigni           |               |                     |
| 28 aprile | River Oaks International Tennis Tournament 1957 Houston, USA Terra rossa Singolare - Doppio      | Pat Naud 6-2 6-2                                                | Anne Bagge                                     |               |                     |
| 28 aprile | River Oaks International Tennis Tournament 1957 Houston, USA Terra rossa Singolare - Doppio      | Marilyn Montgomery Pat Naud 6-3 6-2                             | Peggy Landtroop Sue Penson                     |               |                     |
| 29 aprile | Aix Golden Racquet Tournament 1957 Aix-en-Provence, Francia Terra rossa Singolare - Doppio       | Christiane Mercelis                                             | Pat Ward-Hales                                 |               |                     |
| 29 aprile | Aix Golden Racquet Tournament 1957 Aix-en-Provence, Francia Terra rossa Singolare - Doppio       |                                                                 |                                                |               |                     |
| 29 aprile | Aix Golden Racquet Tournament 1957 Aix-en-Provence, Francia Terra rossa Singolare - Doppio       | Doppio misto: Rosa Maria Reyes Darmon Jorgen Ulrich 0-6 6-3 8-6 | Yola Ramírez Francois Garnero                  |               |                     |

## Maggio
| Settimana | Torneo                                                                                          | Vincitore                               | Finalista                                  | Semifinalisti | Eliminati ai quarti |
| --------- | ----------------------------------------------------------------------------------------------- | --------------------------------------- | ------------------------------------------ | ------------- | ------------------- |
| maggio    | Lizniki Stadium Championships 1957 Mosca, USSR Singolare - Doppio                               | Zsuzsa Körmöczy                         | Vera Sukova Puzejova                       |               |                     |
| maggio    | Lizniki Stadium Championships 1957 Mosca, USSR Singolare - Doppio                               |                                         |                                            |               |                     |
| 4 maggio  | British Hard Court Championships 1957 Bournemouth, Gran Bretagna Terra rossa Singolare - Doppio | Shirley Bloomer-Brasher 3-6 6-2 6-3     | Pat Ward-Hales                             |               |                     |
| 4 maggio  | British Hard Court Championships 1957 Bournemouth, Gran Bretagna Terra rossa Singolare - Doppio | Shirley Bloomer-Brasher Darlene Hard    | Anne Shilcock Pat Ward-Hales               |               |                     |
| 5 maggio  | Paris International Championships 1957 Parigi, Francia Terra rossa Singolare - Doppio           | Jacqueline Kermina 6-1 3-6 8-6          | Maud Galtier                               |               |                     |
| 5 maggio  | Paris International Championships 1957 Parigi, Francia Terra rossa Singolare - Doppio           | Suzanne Le Besnerais Marta Peterdy-Wolf | Marie Odile Bouchet Florence de la Courtie |               |                     |
| 5 maggio  | Wide Bay Tennis Championships 1957 Bundaberg, Australia Singolare - Doppio                      | D. Linde 4-6 6-4 6-2                    | Fay Muller                                 |               |                     |
| 5 maggio  | Wide Bay Tennis Championships 1957 Bundaberg, Australia Singolare - Doppio                      | Burton Fay Muller                       | Longland Duncan                            |               |                     |
| 6 maggio  | Buccaneer Days Championships 1957 Corpus Christi, USA Singolare - Doppio                        | Marilyn Montgomery                      | Anne Bagge                                 |               |                     |
| 6 maggio  | Buccaneer Days Championships 1957 Corpus Christi, USA Singolare - Doppio                        | Anne Bagge Torrance                     | Peggy Landtroop Marilyn Montgomery         |               |                     |
| 6 maggio  | Torneo di Firenze 1957 Firenze, Italia Terra rossa Singolare - Doppio                           | Margaret Hellyer                        | Thelma Coyne                               |               |                     |
| 6 maggio  | Torneo di Firenze 1957 Firenze, Italia Terra rossa Singolare - Doppio                           |                                         |                                            |               |                     |
| 11 maggio | London Hard Court Championships 1957 Hurlingham, Gran Bretagna Terra rossa Singolare - Doppio   | Christine Truman 6-2 6-1                | Pat Hird                                   |               |                     |
| 11 maggio | London Hard Court Championships 1957 Hurlingham, Gran Bretagna Terra rossa Singolare - Doppio   | Sheila Armstrong Christine Truman       | Roberts Woodgate                           |               |                     |
| 12 maggio | Internazionali d'Italia 1957 Roma, Italia Terra rossa Singolare - Doppio                        | Shirley Bloomer-Brasher 1-6 9-7 6-2     | Dorothy Knode-Head                         |               |                     |
| 12 maggio | Internazionali d'Italia 1957 Roma, Italia Terra rossa Singolare - Doppio                        | Mary Bevis-Hawton Thelma Coyne          | Yola Ramírez Rosa Maria Reyes Darmon       |               |                     |
| 12 maggio | Southern California Championships 1957 Los Angeles, USA Cemento Singolare - Doppio              | Louise Brough 6-3 7-5                   | Sally Moore                                |               |                     |
| 12 maggio | Southern California Championships 1957 Los Angeles, USA Cemento Singolare - Doppio              | Louise Brough Barbara Green             | Janet Hopps Adkisson Diane Wootton         |               |                     |
| 18 maggio | Guildford Hard Court Championships 1957 Guildford, Gran Bretagna Terra rossa Singolare - Doppio | Anne Shilcock                           | Ruia Morrison-Davy                         |               |                     |
| 18 maggio | Guildford Hard Court Championships 1957 Guildford, Gran Bretagna Terra rossa Singolare - Doppio | Anne Shilcock Walter                    | Pat Hird Jill Rook Mills                   |               |                     |
| 18 maggio | Sutton Coldfield 1957 Sutton, Gran Bretagna Singolare - Doppio                                  | Angela Mortimer 9-7 7-5                 | Rita Bentley                               |               |                     |
| 18 maggio | Sutton Coldfield 1957 Sutton, Gran Bretagna Singolare - Doppio                                  |                                         |                                            |               |                     |
| 18 maggio | Austrian International Championships 1957 Vienna, Austria Terra rossa Singolare - Doppio        | Vera Sukova Puzejova 6-4 6-1            | Jennifer Staley Hoad                       |               |                     |
| 18 maggio | Austrian International Championships 1957 Vienna, Austria Terra rossa Singolare - Doppio        |                                         |                                            |               |                     |
| 19 maggio | California State Championships 1957 Berkeley, USA Singolare - Doppio                            | Janet Hopps Adkisson                    | Mary Ann Mitchell                          |               |                     |
| 19 maggio | California State Championships 1957 Berkeley, USA Singolare - Doppio                            |                                         |                                            |               |                     |
| 19 maggio | Torneo Godò 1957 Barcellona, Spagna Singolare - Doppio                                          | Yola Ramírez 8-6 6-4                    | Darlene Hard                               |               |                     |
| 19 maggio | Torneo Godò 1957 Barcellona, Spagna Singolare - Doppio                                          | Yola Ramírez Rosa Maria Reyes Darmon    | Darlene Hard Maria-Josefa de Riba          |               |                     |
| 19 maggio | Wiesbaden Championships 1957 Wiesbaden, Germania Terra rossa Singolare - Doppio                 | Shirley Bloomer-Brasher                 | Dorothy Knode-Head                         |               |                     |
| 19 maggio | Wiesbaden Championships 1957 Wiesbaden, Germania Terra rossa Singolare - Doppio                 | Mary Bevis-Hawton Erika Vollmer         | Edda Buding Ilse Buding                    |               |                     |
| 25 maggio | Torneo di Lytham St Annes 1957 St Annes-On-Sea, Gran Bretagna Singolare - Doppio                | Angela Mortimer 6-2 7-5                 | Rita Bentley                               |               |                     |
| 25 maggio | Torneo di Lytham St Annes 1957 St Annes-On-Sea, Gran Bretagna Singolare - Doppio                |                                         |                                            |               |                     |

## Giugno
| Settimana | Torneo                                                                                | Vincitore                                                                        | Finalista                               | Semifinalisti | Eliminati ai quarti |
| --------- | ------------------------------------------------------------------------------------- | -------------------------------------------------------------------------------- | --------------------------------------- | ------------- | ------------------- |
| giugno    | Wimbledon Plate 1957 Londra, Gran Bretagna Erba Singolare - Doppio                    | Margaret Hellyer                                                                 | Renee Schuurman                         |               |                     |
| giugno    | Wimbledon Plate 1957 Londra, Gran Bretagna Erba Singolare - Doppio                    | Althea Gibson Darlene Hard                                                       | Mary Bevis-Hawton Thelma Coyne          |               |                     |
| 1º giugno | Surrey Championships 1957 Surbiton, Gran Bretagna Erba Singolare - Doppio             | Althea Gibson 8-6 7-5                                                            | Thelma Coyne                            |               |                     |
| 1º giugno | Surrey Championships 1957 Surbiton, Gran Bretagna Erba Singolare - Doppio             | Althea Gibson Thelma Long 6-3 4-6 6-0                                            | Rosemary Deloford Vera Roberts          |               |                     |
| 1º giugno | Surrey Championships 1957 Surbiton, Gran Bretagna Erba Singolare - Doppio             | Doppio misto: Anne Shilcock Trevor Fancutt 6-4 6-0                               | Jill Rook Mills Mills                   |               |                     |
| 2 giugno  | Internazionali di Francia 1957 Parigi, Francia Terra rossa Singolare - Doppio         | Shirley Bloomer-Brasher 6-1 6-3                                                  | Dorothy Knode-Head                      |               |                     |
| 2 giugno  | Internazionali di Francia 1957 Parigi, Francia Terra rossa Singolare - Doppio         | Shirley Bloomer-Brasher Darlene Hard 7-5, 4-6, 7-5                               | Yola Ramírez Rosa Maria Reyes Darmon    |               |                     |
| 3 giugno  | Barnes 1957 Lowther, Gran Bretagna Erba Singolare - Doppio                            | Jill Rook Mills                                                                  | Pat Wheeler                             |               |                     |
| 3 giugno  | Barnes 1957 Lowther, Gran Bretagna Erba Singolare - Doppio                            |                                                                                  |                                         |               |                     |
| 8 giugno  | Torneo di Cheltenham 1957 Cheltenham, Gran Bretagna Erba Singolare - Doppio           | Joan Curry                                                                       | Viola White                             |               |                     |
| 8 giugno  | Torneo di Cheltenham 1957 Cheltenham, Gran Bretagna Erba Singolare - Doppio           |                                                                                  |                                         |               |                     |
| 8 giugno  | Northern Championships 1957 Manchester, Gran Bretagna Erba Singolare - Doppio         | Althea Gibson 6-3 6-4                                                            | Anne Shilcock                           |               |                     |
| 8 giugno  | Northern Championships 1957 Manchester, Gran Bretagna Erba Singolare - Doppio         | Louise Brough Althea Gibson 6-3 6-3                                              | Anne Shilcock Pat Ward-Hales            |               |                     |
| 8 giugno  | Northumberland Championships 1957 Newcastle, Gran Bretagna Erba Singolare - Doppio    | Ann Haydon Jones 6-4 5-7 6-3                                                     | Karol Fageros                           |               |                     |
| 8 giugno  | Northumberland Championships 1957 Newcastle, Gran Bretagna Erba Singolare - Doppio    |                                                                                  |                                         |               |                     |
| 8 giugno  | Ulster Tournament 1957 Belfast, Irlanda Erba Singolare - Doppio                       | Maria Weiss                                                                      | Hanna Sladek                            |               |                     |
| 8 giugno  | Ulster Tournament 1957 Belfast, Irlanda Erba Singolare - Doppio                       | Maria Weiss Hanna Sladek 6-4 6-4                                                 | Heather Bretland Morton                 |               |                     |
| 8 giugno  | Ulster Tournament 1957 Belfast, Irlanda Erba Singolare - Doppio                       | Doppio misto: Hanna Sladek Rink 7-5 4-6 6-2                                      | Maria Weiss Katz                        |               |                     |
| 8 giugno  | West Berlin Championships 1957 Berlino Ovest, Germania Terra rossa Singolare - Doppio | Jennifer Staley Hoad 6-1 7-5                                                     | Mary Bevis-Hawton                       |               |                     |
| 8 giugno  | West Berlin Championships 1957 Berlino Ovest, Germania Terra rossa Singolare - Doppio |                                                                                  |                                         |               |                     |
| 9 giugno  | Dutch International Championships 1957 Noordwijk, Paesi Bassi Singolare - Doppio      | Dorothy Knode-Head 6-3 9-7                                                       | Christiane Mercelis                     |               |                     |
| 9 giugno  | Dutch International Championships 1957 Noordwijk, Paesi Bassi Singolare - Doppio      |                                                                                  |                                         |               |                     |
| 9 giugno  | Dutch International Championships 1957 Noordwijk, Paesi Bassi Singolare - Doppio      | Doppio misto: Darlene Hard Mervyn Rose 4-6 6-3 6-2                               | Dorothy Knode-Head Stewart              |               |                     |
| 13 giugno | The Priory 1957 Birmingham, Gran Bretagna Erba Singolare - Doppio                     | Louise Brough 6-2 1-6 6-3                                                        | Dorothy Knode-Head                      |               |                     |
| 13 giugno | The Priory 1957 Birmingham, Gran Bretagna Erba Singolare - Doppio                     | Louise Brough Ann Haydon Jones 3-6 7-5 6-1                                       | Heather Brewer-Segal Dorothy Knode-Head |               |                     |
| 13 giugno | The Priory 1957 Birmingham, Gran Bretagna Erba Singolare - Doppio                     | Doppio misto: Dorothy Knode-Head Alex Olmedo                                     | Heather Brewer-Segal Abe Segal          |               |                     |
| 15 giugno | West of England Championships 1957 Bristol, Gran Bretagna Erba Singolare - Doppio     | Angela Mortimer 7-5 6-0                                                          | Edda Buding                             |               |                     |
| 15 giugno | West of England Championships 1957 Bristol, Gran Bretagna Erba Singolare - Doppio     | Mimi Arnold Karol Fageros 6-4 6-1                                                | Valerie Forbes Viola White              |               |                     |
| 15 giugno | West of England Championships 1957 Bristol, Gran Bretagna Erba Singolare - Doppio     | Doppio misto: Daphnee Seeney Fancutt Fancutt 6-2 6-3                             | Sheila Armstrong Bennett                |               |                     |
| 15 giugno | Kent Championships 1957 Beckenham, Gran Bretagna Erba Singolare - Doppio              | Althea Gibson 6-3 3-6 6-4                                                        | Darlene Hard                            |               |                     |
| 15 giugno | Kent Championships 1957 Beckenham, Gran Bretagna Erba Singolare - Doppio              | Althea Gibson Darlene Hard 6-4 9-7                                               | Mary Bevis-Hawton Pat Hird              |               |                     |
| 15 giugno | Kent Championships 1957 Beckenham, Gran Bretagna Erba Singolare - Doppio              | Doppio misto: Anderson Darlene Hard 6-4 6-1                                      | Pat Hird Mark                           |               |                     |
| 16 giugno | Hungarian International Championships 1957 Budapest, Ungheria Singolare - Doppio      | Jacqueline Kermina 7-5 6-8 7-5                                                   | Ginette Bucaille                        |               |                     |
| 16 giugno | Hungarian International Championships 1957 Budapest, Ungheria Singolare - Doppio      |                                                                                  |                                         |               |                     |
| 16 giugno | Southern Championships 1957 New Orleans, USA Singolare - Doppio                       | Jean Clarke                                                                      | Martha Hernandez                        |               |                     |
| 16 giugno | Southern Championships 1957 New Orleans, USA Singolare - Doppio                       | Martha Hernandez Sara Mae Turber 6-1 4-6 6-2                                     | Evelyn Cowan Louise Fowler              |               |                     |
| 16 giugno | Texas Sectional Championships 1957 Houston, USA Singolare - Doppio                    | Nancy Richey 6-3 6-1                                                             | Nancy Montgomery                        |               |                     |
| 16 giugno | Texas Sectional Championships 1957 Houston, USA Singolare - Doppio                    | Virginia Brown Savage 6-8 6-4 6-4                                                | Gray Keeton                             |               |                     |
| 16 giugno | Triple A Championships 1957 Saint Louis, USA Singolare - Doppio                       | Bagge 6-4 6-2                                                                    | Tolan                                   |               |                     |
| 16 giugno | Triple A Championships 1957 Saint Louis, USA Singolare - Doppio                       |                                                                                  |                                         |               |                     |
| 17 giugno | Southern Downs Championships 1957 Warwick, Australia Singolare - Doppio               | Fay Muller 6-1 6-1                                                               | M. Rogers                               |               |                     |
| 17 giugno | Southern Downs Championships 1957 Warwick, Australia Singolare - Doppio               |                                                                                  |                                         |               |                     |
| 17 giugno | Southern Downs Championships 1957 Warwick, Australia Singolare - Doppio               | Doppio misto: F Gorman R White 6-2 6-3                                           | Barbara Green M Rogers                  |               |                     |
| 17 giugno | Victorian Hard Court Championships 1957 Melbourne, Australia Singolare - Doppio       | Lorraine Coghlan Robinson 6-4 7-5                                                | Maureen McCalman Pratt                  |               |                     |
| 17 giugno | Victorian Hard Court Championships 1957 Melbourne, Australia Singolare - Doppio       | E. Court M. Rayson 7-5 6-3                                                       | Whittaker C. Watt                       |               |                     |
| 22 giugno | Queen's Club Championships 1957 Londra, Gran Bretagna Erba Singolare - Doppio         | Mimi Arnold 6-1 5-7 6-3                                                          | Zsuzsa Körmöczy                         |               |                     |
| 22 giugno | Queen's Club Championships 1957 Londra, Gran Bretagna Erba Singolare - Doppio         | Althea Gibson Darlene Hard 6-4 2-6 6-3                                           | Mary Bevis-Hawton Thelma Coyne          |               |                     |
| 22 giugno | Queen's Club Championships 1957 Londra, Gran Bretagna Erba Singolare - Doppio         | Doppio misto: Althea Gibson Neale Fraser titolo condiviso (sospesa per oscurità) | Thelma Long Luis Ayala                  |               |                     |
| 22 giugno | Worcestershire Championships 1957 Malvern, Gran Bretagna Erba Singolare - Doppio      | Ann Haydon Jones 6-2 6-4                                                         | Edda Buding                             |               |                     |
| 22 giugno | Worcestershire Championships 1957 Malvern, Gran Bretagna Erba Singolare - Doppio      | Edda Buding Ilse Buding 6-3 1-6 6-1                                              | Ann Haydon Jones Barbara Knapp          |               |                     |
| 22 giugno | Worcestershire Championships 1957 Malvern, Gran Bretagna Erba Singolare - Doppio      | Doppio misto: Ann Haydon Jones Becker 6-4 6-0                                    | Ilse Buding Davies                      |               |                     |
| 30 giugno | Torneo di Caboolture 1957 Caboolture, Australia Singolare - Doppio                    | Fay Muller 7-5 6-1                                                               | R. White                                |               |                     |
| 30 giugno | Torneo di Caboolture 1957 Caboolture, Australia Singolare - Doppio                    | Fay Muller Eunice Asplin 4-6 6-0 6-2                                             | D. Duncan J. Gray                       |               |                     |
| 30 giugno | Torneo di Caboolture 1957 Caboolture, Australia Singolare - Doppio                    | Doppio misto: L Vincent D Linde 6-3 10-8                                         | Barbara Green R White                   |               |                     |
| 30 giugno | New York State Womens Championships 1957 Mamaroneck, USA Singolare - Doppio           | Sachiko Kamo 6-2 6-8 6-3                                                         | Isabel Troccole                         |               |                     |
| 30 giugno | New York State Womens Championships 1957 Mamaroneck, USA Singolare - Doppio           |                                                                                  |                                         |               |                     |

## Luglio
| Settimana | Torneo                                                                                                | Vincitore                                                  | Finalista                                  | Semifinalisti | Eliminati ai quarti |
| --------- | --- | ---------------------------------------------------------- | ------------------------------------------ | ------------- | ------------------- |
| 6 luglio  | Tri-State Championships 1957 Cincinnati, USA Terra rossa Singolare - Doppio                           | Lois Felix 7-5 2-6 7-5                                     | Pat Naud                                   |               |                     |
| 6 luglio  | Tri-State Championships 1957 Cincinnati, USA Terra rossa Singolare - Doppio                           | Margareta Bonstrom Lois Felix 7-5 6-1                      | Pat Naud Linda Vail                        |               |                     |
| 6 luglio  | Torneo di Wimbledon 1957 Londra, Gran Bretagna Singolare - Doppio                                     | Althea Gibson 6-3 6-2                                      | Darlene Hard                               |               |                     |
| 6 luglio  | Torneo di Wimbledon 1957 Londra, Gran Bretagna Singolare - Doppio                                     | Althea Gibson Darlene Hard 6-1, 6-2                        | Mary Bevis Hawton Thelma Coyne Long        |               |                     |
| 13 luglio | Nottinghamshire Championships 1957 Nottingham, Gran Bretagna Erba Singolare - Doppio                  | Margaret Hellyer 6-4 7-5                                   | H. Moorley                                 |               |                     |
| 13 luglio | Nottinghamshire Championships 1957 Nottingham, Gran Bretagna Erba Singolare - Doppio                  |                                                            |                                            |               |                     |
| 13 luglio | East of England Championships 1957 Felixstowe, Gran Bretagna Erba Singolare - Doppio                  | Pat Hird                                                   | I. Overgaard                               |               |                     |
| 13 luglio | East of England Championships 1957 Felixstowe, Gran Bretagna Erba Singolare - Doppio                  | Mrs R. Carter Pat Hird 6-2 6-3                             | Wilson Vincent                             |               |                     |
| 13 luglio | East of England Championships 1957 Felixstowe, Gran Bretagna Erba Singolare - Doppio                  | Doppio misto: Pat Hird Bey 6-4 6-4                         | Wilson Nicholls                            |               |                     |
| 13 luglio | Irish Championships 1957 Dublino, Irlanda Erba Singolare - Doppio                                     | Sandra Reynolds-Price 4-6 6-4 6-0                          | Sheila Armstrong                           |               |                     |
| 13 luglio | Irish Championships 1957 Dublino, Irlanda Erba Singolare - Doppio                                     | Sheila Armstrong Daphnee Seeney Fancutt 6-4 6-4            | Sandra Reynolds-Price Renee Schuurman      |               |                     |
| 13 luglio | Irish Championships 1957 Dublino, Irlanda Erba Singolare - Doppio                                     | Doppio misto: Sheila Armstrong Bob Howe                    | Daphnee Seeney Fancutt Fancutt             |               |                     |
| 13 luglio | Midland Counties Championships 1957 Edgbaston, Gran Bretagna Erba Singolare - Doppio                  | Angela Mortimer 6-1 6-1                                    | Maria Helena de Amorim                     |               |                     |
| 13 luglio | Midland Counties Championships 1957 Edgbaston, Gran Bretagna Erba Singolare - Doppio                  | Ruia Morrison-Davy Heather Robson 6-8 7-5 6-3              | Maria Helena de Amorim Angela Mortimer     |               |                     |
| 13 luglio | Durham Championships 1957 Sunderland, Gran Bretagna Erba Singolare - Doppio                           | Ann Haydon Jones 6-2 6-2                                   | Rita Bentley                               |               |                     |
| 13 luglio | Durham Championships 1957 Sunderland, Gran Bretagna Erba Singolare - Doppio                           |                                                            |                                            |               |                     |
| 14 luglio | Beerschot Club Tournament 1957 Anversa, Belgio Terra rossa Singolare - Doppio                         | Heather Brewer-Segal                                       | Christiane Mercelis                        |               |                     |
| 14 luglio | Beerschot Club Tournament 1957 Anversa, Belgio Terra rossa Singolare - Doppio                         | Heather Brewer-Segal Christiane Mercelis 6-2 6-4           | Mary Bevis-Hawton M. van Cursem            |               |                     |
| 14 luglio | Beerschot Club Tournament 1957 Anversa, Belgio Terra rossa Singolare - Doppio                         | Doppio misto: Heather Brewer-Segal Giorgio Fachini 6-1 6-0 | Damster Palafox                            |               |                     |
| 14 luglio | Swedish International Hard Court Championships 1957 Båstad, Svezia Terra rossa Singolare - Doppio     | Shirley Bloomer-Brasher 7-5 6-4                            | Yola Ramírez                               |               |                     |
| 14 luglio | Swedish International Hard Court Championships 1957 Båstad, Svezia Terra rossa Singolare - Doppio     | Yola Ramírez Rosa Maria Reyes Darmon 6-4 4-6 7-5           | Shirley Bloomer-Brasher Solveig Gustafsson |               |                     |
| 14 luglio | Swedish International Hard Court Championships 1957 Båstad, Svezia Terra rossa Singolare - Doppio     | Doppio misto: Shirley Bloomer-Brasher Roy Emerson          | Yola Ramírez Alex Olmedo                   |               |                     |
| 14 luglio | Western Championships 1957 Milwaukee, USA Terra rossa Singolare - Doppio                              | Karol Fageros                                              | Lois Felix                                 |               |                     |
| 14 luglio | Western Championships 1957 Milwaukee, USA Terra rossa Singolare - Doppio                              | Karol Fageros Darlene Hard 6-0 6-1                         | Margareta Bonstrom Lois Felix              |               |                     |
| 20 luglio | Essex Championships 1957 Frinton, Gran Bretagna Erba Singolare - Doppio                               | Ruia Morrison-Davy 3-6 6-2 7-5                             | Heather Robson                             |               |                     |
| 20 luglio | Essex Championships 1957 Frinton, Gran Bretagna Erba Singolare - Doppio                               | Ruia Morrison-Davy Heather Robson 4-6 8-6 1-1 ritiro       | Gillian Evans Pat Hird                     |               |                     |
| 20 luglio | Essex Championships 1957 Frinton, Gran Bretagna Erba Singolare - Doppio                               | Doppio misto: Heather Robson Robson                        | Ginette Bucaille Oakley                    |               |                     |
| 20 luglio | North of England Championships 1957 Hoylake, Gran Bretagna Singolare - Doppio                         | Margaret O'Donnell 6-3 6-4                                 | Kay Newcombe                               |               |                     |
| 20 luglio | North of England Championships 1957 Hoylake, Gran Bretagna Singolare - Doppio                         |                                                            |                                            |               |                     |
| 20 luglio | Welsh Championships 1957 Newport, Gran Bretagna Erba Singolare - Doppio                               | Angela Mortimer 6-2 6-4                                    | Ann Haydon Jones                           |               |                     |
| 20 luglio | Welsh Championships 1957 Newport, Gran Bretagna Erba Singolare - Doppio                               |                                                            |                                            |               |                     |
| 21 luglio | Düsseldorf Championships 1957 Düsseldorf, Germania Singolare - Doppio                                 | Jean Forbes 6-1 6-3                                        | Pat Ward-Hales                             |               |                     |
| 21 luglio | Düsseldorf Championships 1957 Düsseldorf, Germania Singolare - Doppio                                 |                                                            |                                            |               |                     |
| 21 luglio | Czechoslovakian International Championships 1957 Praga, Cecoslovacchia Terra rossa Singolare - Doppio | Vera Sukova Puzejova 6-3 8-6                               | Silvana Lazzarino                          |               |                     |
| 21 luglio | Czechoslovakian International Championships 1957 Praga, Cecoslovacchia Terra rossa Singolare - Doppio | Vera Sukova Puzejova Erika Vollmer 6-1 6-3                 | O. Gardikova Jadwiga Jędrzejowska          |               |                     |
| 21 luglio | Czechoslovakian International Championships 1957 Praga, Cecoslovacchia Terra rossa Singolare - Doppio | Doppio misto: Vera Sukova Puzejova Javorsky                | Erika Vollmer Zabrodsky                    |               |                     |
| 21 luglio | Middle States Championships 1957 Philadelphia, USA Singolare - Doppio                                 | Arnold 6-4 9-7                                             | Janet Hopps Adkisson                       |               |                     |
| 21 luglio | Middle States Championships 1957 Philadelphia, USA Singolare - Doppio                                 |                                                            |                                            |               |                     |
| 21 luglio | US Clay Court Championships 1957 Illinois, USA Terra rossa Singolare - Doppio                         | Althea Gibson 6-2 6-3                                      | Darlene Hard                               |               |                     |
| 21 luglio | US Clay Court Championships 1957 Illinois, USA Terra rossa Singolare - Doppio                         | Althea Gibson Darlene Hard 6-3 6-0                         | Jeanne Arth Karol Fageros                  |               |                     |
| 22 luglio | South Queensland Championships 1957 Ipswich, Australia Singolare - Doppio                             | Fay Muller 6-2 6-1                                         | D. Linde                                   |               |                     |
| 22 luglio | South Queensland Championships 1957 Ipswich, Australia Singolare - Doppio                             | Fay Muller Duncan 6-4 4-6 6-3                              | Z. Robinson D. Linde                       |               |                     |
| 22 luglio | South Queensland Championships 1957 Ipswich, Australia Singolare - Doppio                             | Doppio misto: Gorman Linde 6-3 4-6 6-2                     | M Gaydon Hopkins                           |               |                     |
| 28 luglio | Torneo di Deauville 1957 Deauville, Francia Terra rossa Singolare - Doppio                            | Susan Patridge Chatrier 6-2 5-7 7-5                        | Ginette Bucaille                           |               |                     |
| 28 luglio | Torneo di Deauville 1957 Deauville, Francia Terra rossa Singolare - Doppio                            |                                                            |                                            |               |                     |
| 28 luglio | Pennsylvania Lawn Tennis Championship 1957 Haverford, USA Erba Singolare - Doppio                     | Dorothy Knode-Head 6-4 6-3                                 | Darlene Hard                               |               |                     |
| 28 luglio | Pennsylvania Lawn Tennis Championship 1957 Haverford, USA Erba Singolare - Doppio                     | Margaret Osborne Bunny Vosters 7-6 6-2                     | Jeanne Arth Darlene Hard                   |               |                     |
| 28 luglio | Pennsylvania Lawn Tennis Championship 1957 Haverford, USA Erba Singolare - Doppio                     | Doppio misto: Martha Hernandez Holmberg 6-3 7-9 6-3        | Karol Fageros M. Brown                     |               |                     |
| 28 luglio | Swiss International Championships 1957 Gstaad, Svizzera Terra rossa Singolare - Doppio                | Heather Brewer-Segal 2-6 7-5 6-4                           | Sandra Reynolds-Price                      |               |                     |
| 28 luglio | Swiss International Championships 1957 Gstaad, Svizzera Terra rossa Singolare - Doppio                | Yola Ramírez Rosa Maria Reyes Darmon 6-2 4-6 6-4           | Sandra Reynolds-Price Renee Schuurman      |               |                     |
| 28 luglio | Swiss International Championships 1957 Gstaad, Svizzera Terra rossa Singolare - Doppio                | Doppio misto: Rosa Maria Reyes Darmon Stewart              | Beatrice de Chambure Darmon                |               |                     |
| 29 luglio | Cologne International 1957 Colonia, Germania Terra rossa Singolare - Doppio                           | Daphnee Seeney Fancutt 6-6 ritiro                          | Thelma Coyne                               |               |                     |
| 29 luglio | Cologne International 1957 Colonia, Germania Terra rossa Singolare - Doppio                           | Mary Bevis-Hawton Thelma Coyne 6-2 6-2                     | Valerie Forbes Daphnee Seeney Fancutt      |               |                     |
| 29 luglio | Cologne International 1957 Colonia, Germania Terra rossa Singolare - Doppio                           | Doppio misto: Thelma Long Luis Ayala 7-5 7-5               | Valerie Forbes Forbes                      |               |                     |

## Agosto
| Settimana | Torneo                                                                                       | Vincitore                                                 | Finalista                             | Semifinalisti | Eliminati ai quarti |
| --------- | -------------------------------------------------------------------------------------------- | --------------------------------------------------------- | ------------------------------------- | ------------- | ------------------- |
| 3 agosto  | Philadelphia and District Court Championships 1957 Philadelphia, USA Erba Singolare - Doppio | Mimi Arnold                                               | Sally Moore                           |               |                     |
| 3 agosto  | Philadelphia and District Court Championships 1957 Philadelphia, USA Erba Singolare - Doppio | Pratt Bunny Vosters 6-3 3-6 6-4                           | Jeanne Arth Stack                     |               |                     |
| 5 agosto  | Torneo di Aix-Les-Bains 1957 Aix-Les-Bains, Francia Singolare - Doppio                       | Ruth Kaufmann 6-1 6-4                                     | Josette Billaz                        |               |                     |
| 5 agosto  | Torneo di Aix-Les-Bains 1957 Aix-Les-Bains, Francia Singolare - Doppio                       |                                                           |                                       |               |                     |
| 5 agosto  | Torneo di Aix-Les-Bains 1957 Aix-Les-Bains, Francia Singolare - Doppio                       | Doppio misto: Josette Billaz Jean Noel Grinda 6-2 3-6 7-5 | Joan Curry Henri Cochet               |               |                     |
| 11 agosto | Torneo di Ostenda 1957 Ostenda, Belgio Terra rossa Singolare - Doppio                        | Heather Brewer-Segal 6-3 6-4                              | Christiane Mercelis                   |               |                     |
| 11 agosto | Torneo di Ostenda 1957 Ostenda, Belgio Terra rossa Singolare - Doppio                        |                                                           |                                       |               |                     |
| 11 agosto | Canadian Championships 1957 Montréal, Canada Singolare - Doppio                              | Louise Brown 6-4 6-3                                      | Singeline Boeck                       |               |                     |
| 11 agosto | Canadian Championships 1957 Montréal, Canada Singolare - Doppio                              |                                                           |                                       |               |                     |
| 11 agosto | Eastern Grass Court Championships 1957 Orange, USA Erba Singolare - Doppio                   | Mary Ann Mitchell 7-5 6-2                                 | Jeanne Arth                           |               |                     |
| 11 agosto | Eastern Grass Court Championships 1957 Orange, USA Erba Singolare - Doppio                   | Barbara Scofield-Davidson Patricia Todd 6-1 6-1           | Janet Hopps Adkisson Diane Wootton    |               |                     |
| 11 agosto | German Championships 1957 Amburgo, Germania Singolare - Doppio                               | Yola Ramírez 7-5 6-3                                      | Rosa Maria Reyes Darmon               |               |                     |
| 11 agosto | German Championships 1957 Amburgo, Germania Singolare - Doppio                               | Angela Mortimer Pat Ward-Hales                            | Sandra Reynolds-Price Renee Schuurman |               |                     |
| 11 agosto | German Championships 1957 Amburgo, Germania Singolare - Doppio                               | Doppio misto: Edda Buding Mervyn Rose                     |                                       |               |                     |
| 17 agosto | Torneo di Viareggio 1957 Viareggio, Italia Singolare - Doppio                                | Daphnee Seeney Fancutt 6-3 7-5                            | Annalisa Bossi                        |               |                     |
| 17 agosto | Torneo di Viareggio 1957 Viareggio, Italia Singolare - Doppio                                |                                                           |                                       |               |                     |
| 17 agosto | Eastern Mediterranean Championships 1957 Atene, Grecia Singolare - Doppio                    | Yola Ramírez 6-2 6-0                                      | Rosa Maria Reyes Darmon               |               |                     |
| 17 agosto | Eastern Mediterranean Championships 1957 Atene, Grecia Singolare - Doppio                    |                                                           |                                       |               |                     |
| 17 agosto | St Moritz Palace Hotel 1957 Sankt Moritz, Svizzera Singolare - Doppio                        | Ruth Kaufmann 7-5 8-6                                     | Erika Vollmer                         |               |                     |
| 17 agosto | St Moritz Palace Hotel 1957 Sankt Moritz, Svizzera Singolare - Doppio                        |                                                           |                                       |               |                     |
| 17 agosto | St Moritz Palace Hotel 1957 Sankt Moritz, Svizzera Singolare - Doppio                        | Doppio misto: Erika Vollmer Olozaga 6-1 1-6 6-0           | Ruth Kaufmann Apparao                 |               |                     |
| 18 agosto | Torneo di Knokke-Le-Zoute 1957 Knokke-Le-Zoute, Belgio Singolare - Doppio                    | Heather Brewer-Segal                                      | Christiane Mercelis                   |               |                     |
| 18 agosto | Torneo di Knokke-Le-Zoute 1957 Knokke-Le-Zoute, Belgio Singolare - Doppio                    |                                                           |                                       |               |                     |
| 18 agosto | Beverly Hills Championships 1957 Beverly Hills, USA Singolare - Doppio                       | Dorothy Bundy Cheney 6-3 6-0                              | Barbara Green                         |               |                     |
| 18 agosto | Beverly Hills Championships 1957 Beverly Hills, USA Singolare - Doppio                       |                                                           |                                       |               |                     |
| 18 agosto | Essex County Championships 1957 Essex, USA Singolare - Doppio                                | Althea Gibson 9-7 6-4                                     | Louise Brough                         |               |                     |
| 18 agosto | Essex County Championships 1957 Essex, USA Singolare - Doppio                                | Althea Gibson Darlene Hard 7-5 7-5                        | Louise Brough Margaret Osborne        |               |                     |
| 19 agosto | Bavarian Championships 1957 Monaco di Baviera, Germania Singolare - Doppio                   | Renee Schuurman 4-6 6-3 9-7                               | Sandra Reynolds-Price                 |               |                     |
| 19 agosto | Bavarian Championships 1957 Monaco di Baviera, Germania Singolare - Doppio                   |                                                           |                                       |               |                     |
| 19 agosto | Bavarian Championships 1957 Monaco di Baviera, Germania Singolare - Doppio                   | Doppio misto: Edda Buding Alex Olmedo 6-1 10-8            | Renee Schuurman R Huber               |               |                     |
| 21 agosto | Hungarian International Championships 1957 Budapest, Ungheria Singolare - Doppio             | Zsuzsa Körmöczy                                           | Jacqueline Kermina                    |               |                     |
| 21 agosto | Hungarian International Championships 1957 Budapest, Ungheria Singolare - Doppio             |                                                           |                                       |               |                     |
| 22 agosto | St Moritz Suvretta 1957 St Moritz, Svizzera Singolare - Doppio                               | Erika Vollmer 6-2 2-6 6-2                                 | Totta Zehden                          |               |                     |
| 22 agosto | St Moritz Suvretta 1957 St Moritz, Svizzera Singolare - Doppio                               |                                                           |                                       |               |                     |
| 22 agosto | St Moritz Suvretta 1957 St Moritz, Svizzera Singolare - Doppio                               | Doppio misto: Erika Vollmer Olozaga 6-4 7-5               | Halff Eduardo Argon                   |               |                     |
| 25 agosto | Istanbul International Championships 1957 Istanbul, Turchia Singolare - Doppio               | Margaret Hellyer 2-6 6-2 6-4                              | Rosa Maria Reyes Darmon               |               |                     |
| 25 agosto | Istanbul International Championships 1957 Istanbul, Turchia Singolare - Doppio               |                                                           |                                       |               |                     |
| 26 agosto | St Moritz Kulm Carlton 1957 St Moritz, Svizzera Singolare - Doppio                           | Erika Vollmer 6-0 6-2                                     | Totta Zehden                          |               |                     |
| 26 agosto | St Moritz Kulm Carlton 1957 St Moritz, Svizzera Singolare - Doppio                           |                                                           |                                       |               |                     |
| 31 agosto | Torneo di Budleigh Salterton 1957 Budleigh Salterton, Gran Bretagna Singolare - Doppio       | Angela Mortimer 6-0 6-2                                   | Rosemary Deloford                     |               |                     |
| 31 agosto | Torneo di Budleigh Salterton 1957 Budleigh Salterton, Gran Bretagna Singolare - Doppio       |                                                           |                                       |               |                     |

## Settembre
| Settimana    | Torneo                                                                                             | Vincitore                                                  | Finalista                                | Semifinalisti | Eliminati ai quarti |
| ------------ | -------------------------------------------------------------------------------------------------- | ---------------------------------------------------------- | ---------------------------------------- | ------------- | ------------------- |
| 1º settembre | Torneo di Biarritz 1957 Biarritz, Francia Singolare - Doppio                                       | Pat Ward-Hales 5-7 6-2 6-1                                 | Susan Patridge Chatrier                  |               |                     |
| 1º settembre | Torneo di Biarritz 1957 Biarritz, Francia Singolare - Doppio                                       |                                                            |                                          |               |                     |
| 1º settembre | Brumana International 1957 Brumana, Libano Terra rossa Singolare - Doppio                          | Yola Ramírez 6-2 7-5                                       | Margaret Hellyer                         |               |                     |
| 1º settembre | Brumana International 1957 Brumana, Libano Terra rossa Singolare - Doppio                          | Yola Ramírez Rosa Maria Reyes Darmon 5-7 6-3 6-2           | Maria Helena de Amorim Margaret Hellyer  |               |                     |
| 1º settembre | Brumana International 1957 Brumana, Libano Terra rossa Singolare - Doppio                          | Doppio misto: Yola Ramírez Mario Llamas                    | Rosa Maria Reyes Darmon Pancho Contreras |               |                     |
| 1º settembre | Coupe des Alpes 1957 Kitzbühel, Austria Terra rossa Singolare - Doppio                             | Vera Sukova Puzejova 6-2 6-2                               | Daphnee Seeney Fancutt                   |               |                     |
| 1º settembre | Coupe des Alpes 1957 Kitzbühel, Austria Terra rossa Singolare - Doppio                             |                                                            |                                          |               |                     |
| 1º settembre | Santa Monica City Championships 1957 Santa Monica, USA Cemento Singolare - Doppio                  | Dorothy Bundy Cheney 6-3 0-6 6-4                           | Beverly Baker-Fleitz                     |               |                     |
| 1º settembre | Santa Monica City Championships 1957 Santa Monica, USA Cemento Singolare - Doppio                  |                                                            |                                          |               |                     |
| 2 settembre  | Pörtschach International Championships 1957 Pörtschach, Austria Terra rossa Singolare - Doppio     | Vera Sukova Puzejova 6-1 6-1                               | Daphnee Seeney Fancutt                   |               |                     |
| 2 settembre  | Pörtschach International Championships 1957 Pörtschach, Austria Terra rossa Singolare - Doppio     |                                                            |                                          |               |                     |
| 8 settembre  | Torneo di Mamazet 1957 Mamazet, Francia Terra rossa Singolare - Doppio                             | Joan Curry 8-6 6-8 6-1                                     | Susan Patridge Chatrier                  |               |                     |
| 8 settembre  | Torneo di Mamazet 1957 Mamazet, Francia Terra rossa Singolare - Doppio                             |                                                            |                                          |               |                     |
| 8 settembre  | Torneo di Baden-Baden 1957 Baden Baden, Germania Terra rossa Singolare - Doppio                    | Yola Ramírez                                               | Edda Buding                              |               |                     |
| 8 settembre  | Torneo di Baden-Baden 1957 Baden Baden, Germania Terra rossa Singolare - Doppio                    | Yola Ramírez Rosa Maria Reyes Darmon 7-5 6-2               | Edda Buding Ilse Buding                  |               |                     |
| 8 settembre  | Torneo di Baden-Baden 1957 Baden Baden, Germania Terra rossa Singolare - Doppio                    | Doppio misto: Rosa Maria Reyes Darmon Don Candy            | Edda Buding Orlando Sirola               |               |                     |
| 8 settembre  | U.S. National Championships 1957 New York, USA Erba Singolare - Doppio                             | Althea Gibson 6-3 6-2                                      | Louise Brough                            |               |                     |
| 8 settembre  | U.S. National Championships 1957 New York, USA Erba Singolare - Doppio                             | Louise Brough Margaret Osborne 6-2, 7-5                    | Althea Gibson Darlene Hard               |               |                     |
| 15 settembre | Sydney Metropolitan Hard Court Championships 1957 Sydney, Australia Terra rossa Singolare - Doppio | Jan Lehane 6-1 6-4                                         | Norma Marsh                              |               |                     |
| 15 settembre | Sydney Metropolitan Hard Court Championships 1957 Sydney, Australia Terra rossa Singolare - Doppio | Norma Marsh Mary Fenton 6-1 6-4                            | D. Fogarty Jan Lehane                    |               |                     |
| 17 settembre | Canada Invitation 1957 Toronto, Canada Terra rossa Singolare - Doppio                              | Shirley Bloomer-Brasher 6-4 6-4                            | Sachiko Kamo                             |               |                     |
| 17 settembre | Canada Invitation 1957 Toronto, Canada Terra rossa Singolare - Doppio                              | Martha Hernandez Sachiko Kamo 6-3 6-1                      | Shirley Bloomer-Brasher Sara Mae Turber  |               |                     |
| 17 settembre | Canada Invitation 1957 Toronto, Canada Terra rossa Singolare - Doppio                              | Doppio misto: Shirley Bloomer-Brasher Bobby Wilson 6-1 6-2 | Sachiko Kamo Kamo                        |               |                     |
| 17 settembre | Colorado State Championships 1957 Denver, USA Cemento Singolare - Doppio                           | Althea Gibson 8-6 6-4                                      | Dorothy Knode-Head                       |               |                     |
| 17 settembre | Colorado State Championships 1957 Denver, USA Cemento Singolare - Doppio                           |                                                            |                                          |               |                     |
| 17 settembre | Colorado State Championships 1957 Denver, USA Cemento Singolare - Doppio                           | Doppio misto: Dorothy Knode-Head Becker                    | Althea Gibson Gardnar Mulloy             |               |                     |
| 17 settembre | South of England Championships 1957 Eastbourne, Gran Bretagna Erba Singolare - Doppio              | Ann Haydon Jones 6-3 6-4                                   | Angela Mortimer                          |               |                     |
| 17 settembre | South of England Championships 1957 Eastbourne, Gran Bretagna Erba Singolare - Doppio              | Ann Haydon Jones Angela Mortimer 6-3 6-1                   | Anne Shilcock Jill Rook Mills            |               |                     |
| 22 settembre | Pacific Southwest Championships 1957 Los Angeles, USA Singolare - Doppio                           | Althea Gibson 6-3 6-1                                      | Louise Brough                            |               |                     |
| 22 settembre | Pacific Southwest Championships 1957 Los Angeles, USA Singolare - Doppio                           | Althea Gibson Darlene Hard 6-2 6-4                         | Mary Bevis-Hawton Janet Hopps Adkisson   |               |                     |
| 22 settembre | Pacific Southwest Championships 1957 Los Angeles, USA Singolare - Doppio                           | Doppio misto: Mary Bevis-Hawton Bob Howe 6-3 6-4           | Darlene Hard Davies                      |               |                     |
| 23 settembre | Trois Epis 1957 Colmar, Francia Singolare - Doppio                                                 | Totta Zehden 6-2 6-3                                       | Mme Haillet                              |               |                     |
| 23 settembre | Trois Epis 1957 Colmar, Francia Singolare - Doppio                                                 |                                                            |                                          |               |                     |
| 29 settembre | Coupe Porée 1957 Parigi, Francia Terra rossa Singolare - Doppio                                    | Edda Buding 3-6 6-3 6-1                                    | Ilse Buding                              |               |                     |
| 29 settembre | Coupe Porée 1957 Parigi, Francia Terra rossa Singolare - Doppio                                    | Susan Patridge Chatrier Pat Ward-Hales 7-5 6-3             | Edda Buding Ilse Buding                  |               |                     |
| 29 settembre | Coupe Porée 1957 Parigi, Francia Terra rossa Singolare - Doppio                                    | Doppio misto: Ginette Bucaille Peter Nicholls 6-4 8-10 6-2 | Pat Ward-Hales Jansco                    |               |                     |
| 29 settembre | Pacific Coast Championships 1957 Berkeley, USA Cemento Singolare - Doppio                          | Althea Gibson 6-4 6-3                                      | Louise Brough                            |               |                     |
| 29 settembre | Pacific Coast Championships 1957 Berkeley, USA Cemento Singolare - Doppio                          | Janet Hopps Adkisson Mary Bevis-Hawton 3-6 6-4 6-2         | Louise Brough Barbara Scofield-Davidson  |               |                     |
| 29 settembre | Pacific Coast Championships 1957 Berkeley, USA Cemento Singolare - Doppio                          | Doppio misto: Althea Gibson Nielson 6-1                    | Barbara Scofield-Davidson Bob Howe       |               |                     |
| 29 settembre | Portuguese International Championships 1957 Portugal International, Portogallo Singolare - Doppio  | Rita Bentley 6-2 4-6 6-2                                   | Maria Teran de Weiss                     |               |                     |
| 29 settembre | Portuguese International Championships 1957 Portugal International, Portogallo Singolare - Doppio  |                                                            |                                          |               |                     |

## Ottobre
| Settimana  | Torneo                                                                                       | Vincitore                                          | Finalista                                | Semifinalisti | Eliminati ai quarti |
| ---------- | -------------------------------------------------------------------------------------------- | -------------------------------------------------- | ---------------------------------------- | ------------- | ------------------- |
| ottobre    | OFS Championships 1957 Bloemfontein, Sudafrica Singolare - Doppio                            | Sandra Reynolds-Price 8-6 6-3                      | Jean Forbes                              |               |                     |
| ottobre    | OFS Championships 1957 Bloemfontein, Sudafrica Singolare - Doppio                            |                                                    |                                          |               |                     |
| ottobre    | Southern Transvaal Championships 1957 Johannesburg, Sudafrica Cemento Singolare - Doppio     | Bernice Carr-Vukovich 3-6 6-3 6-2                  | Jean Forbes                              |               |                     |
| ottobre    | Southern Transvaal Championships 1957 Johannesburg, Sudafrica Cemento Singolare - Doppio     | Beryl Bartlett Joan Scott                          | Bernice Carr-Vukovich Estelle von Tonder |               |                     |
| ottobre    | Southern Transvaal Championships 1957 Johannesburg, Sudafrica Cemento Singolare - Doppio     | Doppio misto: Val Forbes Gordon Forbes 3-6 6-4 6-2 | Jean Forbes Ian Froman                   |               |                     |
| 7 ottobre  | ACT Championships 1957 Canberra, Australia Singolare - Doppio                                | Darlene Hard 6-3 6-1                               | Mary Carter-Reitano                      |               |                     |
| 7 ottobre  | ACT Championships 1957 Canberra, Australia Singolare - Doppio                                | A. Crawley Mary Carter-Reitano 9-7 6-4             | P. Johnson M. McKee                      |               |                     |
| 7 ottobre  | ACT Championships 1957 Canberra, Australia Singolare - Doppio                                | Doppio misto: R Bennett P Bridgman 6-3 6-3         | J O'Neill Crawley                        |               |                     |
| 13 ottobre | Glen Iris Invitational 1957 Melbourne, Australia Singolare - Doppio                          | Loris Nichols 3-6 7-5 6-2                          | Beverly Mance Rae                        |               |                     |
| 13 ottobre | Glen Iris Invitational 1957 Melbourne, Australia Singolare - Doppio                          |                                                    |                                          |               |                     |
| 13 ottobre | Pan American International Championships 1957 Città del Messico, Messico Singolare - Doppio  | Beverly Mance Rae 6-3 6-3                          | Rosa Maria Reyes Darmon                  |               |                     |
| 13 ottobre | Pan American International Championships 1957 Città del Messico, Messico Singolare - Doppio  | Louise Brough Dorothy Knode-Head 1-6 6-4 7-5       | Yola Ramírez Rosa Maria Reyes Darmon     |               |                     |
| 13 ottobre | Pan American International Championships 1957 Città del Messico, Messico Singolare - Doppio  | Doppio misto: Louise Brough Bob Howe 2-6 6-4 6-2   | Mary Bevis-Hawton Davies                 |               |                     |
| 13 ottobre | South Coast Championships 1957 Southport, Australia Singolare - Doppio                       | Yola Ramírez                                       | R. White                                 |               |                     |
| 13 ottobre | South Coast Championships 1957 Southport, Australia Singolare - Doppio                       | Fay Muller J. Gray 6-2 6-4                         | D. Linde D. Cohen                        |               |                     |
| 13 ottobre | South Coast Championships 1957 Southport, Australia Singolare - Doppio                       | Doppio misto: M Perry Fay Muller 4-6 6-1 6-0       | R Brant G Schultz                        |               |                     |
| 19 ottobre | Sydney Metropolitan Grass Court Championships 1957 Sydney, Australia Erba Singolare - Doppio | Eunice Asplin 2-6 6-4 6-4                          | Lorraine Coghlan Robinson                |               |                     |
| 19 ottobre | Sydney Metropolitan Grass Court Championships 1957 Sydney, Australia Erba Singolare - Doppio | Mary Carter-Reitano Beryl Penrose Collier 6-3 6-1  | Pat Parmenter B. Jones                   |               |                     |
| 20 ottobre | Queensland Hard Court Championships 1957 Rockhampton, Australia Singolare - Doppio           | Beryl Penrose Collier 6-2 6-2                      | Fay Muller                               |               |                     |
| 20 ottobre | Queensland Hard Court Championships 1957 Rockhampton, Australia Singolare - Doppio           | Fay Muller S. Burton 6-4 6-1                       | J. Gray Eunice Asplin                    |               |                     |
| 20 ottobre | Queensland Hard Court Championships 1957 Rockhampton, Australia Singolare - Doppio           | Doppio misto: Fay Muller Roy Emerson 7-5 6-0       | Eunice Asplin Rod Laver                  |               |                     |

## Novembre
| Settimana   | Torneo                                                                                               | Vincitore                                             | Finalista                                  | Semifinalisti | Eliminati ai quarti |
| ----------- | --- | ----------------------------------------------------- | ------------------------------------------ | ------------- | ------------------- |
| novembre    | Torneo di Newport Beach 1957 Newport Beach, USA Singolare - Doppio                                   | S. Burton                                             | Beverly Baker-Fleitz                       |               |                     |
| novembre    | Torneo di Newport Beach 1957 Newport Beach, USA Singolare - Doppio                                   |                                                       |                                            |               |                     |
| novembre    | Argentina International Championships 1957 Buenos Aires, Argentina Singolare - Doppio                | June Hanson 6-1 6-1                                   | Nora Bonifacino-Somoza                     |               |                     |
| novembre    | Argentina International Championships 1957 Buenos Aires, Argentina Singolare - Doppio                |                                                       |                                            |               |                     |
| 2 novembre  | Queensland Championships 1957 Brisbane, Australia Singolare - Doppio                                 | Angela Mortimer 7-5 6-3                               | Lorraine Coghlan Robinson                  |               |                     |
| 2 novembre  | Queensland Championships 1957 Brisbane, Australia Singolare - Doppio                                 | Fay Muller Daphnee Seeney Fancutt 6-4 6-4             | Lorraine Coghlan Robinson Margaret Hellyer |               |                     |
| 9 novembre  | Palace Hotel Covered Court Championships 1957 Torquay, Gran Bretagna Campo indoor Singolare - Doppio | Joan Curry 6-2 10-8                                   | Rita Bentley                               |               |                     |
| 9 novembre  | Palace Hotel Covered Court Championships 1957 Torquay, Gran Bretagna Campo indoor Singolare - Doppio |                                                       |                                            |               |                     |
| 16 novembre | New South Wales Championships 1957 Sydney, Australia Singolare - Doppio                              | Lorraine Coghlan Robinson 6-4 10-8                    | Angela Mortimer                            |               |                     |
| 16 novembre | New South Wales Championships 1957 Sydney, Australia Singolare - Doppio                              | Mary Carter-Reitano Beryl Penrose Collier 6-4 7-9 6-2 | Lorraine Coghlan Robinson Margaret Hellyer |               |                     |
| 17 novembre | Brazil National Championships 1957 San Paolo, Brasile Singolare - Doppio                             | Ingrid Metzner 6-3 4-6 6-4                            | Maria Esther Bueno                         |               |                     |
| 17 novembre | Brazil National Championships 1957 San Paolo, Brasile Singolare - Doppio                             |                                                       |                                            |               |                     |
| 24 novembre | Chile International Championships 1957 Santiago del Cile, Cile Singolare - Doppio                    | Carmen Ibarra 6-3 6-4                                 | Nora Bonifacino-Somoza                     |               |                     |
| 24 novembre | Chile International Championships 1957 Santiago del Cile, Cile Singolare - Doppio                    |                                                       |                                            |               |                     |
| 24 novembre | South Australian Championships 1957 Adelaide, Australia Singolare - Doppio                           | Angela Mortimer 6-4 6-2                               | Lorraine Coghlan Robinson                  |               |                     |
| 24 novembre | South Australian Championships 1957 Adelaide, Australia Singolare - Doppio                           | Angela Mortimer Daphnee Seeney Fancutt 6-3 6-2        | Marie Toomey D. Whittaker Young            |               |                     |
| 24 novembre | South Australian Championships 1957 Adelaide, Australia Singolare - Doppio                           | Doppio misto: Bob Howe Angela Mortimer 6-1 7-5        | Warren Woodcock Daphnee Seeney Fancutt     |               |                     |

## Dicembre
| Settimana   | Torneo                                                                    | Vincitore                                                     | Finalista                                 | Semifinalisti | Eliminati ai quarti |
| ----------- | ------------------------------------------------------------------------- | ------------------------------------------------------------- | ----------------------------------------- | ------------- | ------------------- |
| dicembre    | Balboa Bay Club Invitation 1957 Newport Beach, USA Singolare - Doppio     | Karen Hantze Susman                                           | Dorothy Bundy Cheney                      |               |                     |
| dicembre    | Balboa Bay Club Invitation 1957 Newport Beach, USA Singolare - Doppio     |                                                               |                                           |               |                     |
| 14 dicembre | Victorian Championships 1957 Melbourne, Australia Singolare - Doppio      | Lorraine Coghlan Robinson 7-5 7-5                             | Angela Mortimer                           |               |                     |
| 14 dicembre | Victorian Championships 1957 Melbourne, Australia Singolare - Doppio      | Mary Bevis-Hawton Angela Mortimer 6-3 6-1                     | Beryl Penrose Collier Mary Carter-Reitano |               |                     |
| 14 dicembre | Victorian Championships 1957 Melbourne, Australia Singolare - Doppio      | Doppio misto: Bob Howe Mary Bevis-Hawton 6-4 6-2              | W Reid E Court                            |               |                     |
| 15 dicembre | US Hard Court Championships 1957 La Jolla, USA Cemento Singolare - Doppio | Beverly Baker-Fleitz 6-1 6-1                                  | Mimi Arnold                               |               |                     |
| 15 dicembre | US Hard Court Championships 1957 La Jolla, USA Cemento Singolare - Doppio | Beverly Baker-Fleitz Patricia Todd 6-0 6-0                    | Dorothy Bundy Cheney Sally Moore          |               |                     |
| 15 dicembre | US Hard Court Championships 1957 La Jolla, USA Cemento Singolare - Doppio | Doppio misto: Sally Moore Davies 1-1 (lancio di una monetina) | Patricia Todd Canning                     |               |                     |
| 27 dicembre | Royal South Yarra Tournament 1957 Melbourne, Australia Singolare - Doppio | Maureen McCalman Pratt 6-4 7-5                                | Eva Duldig                                |               |                     |
| 27 dicembre | Royal South Yarra Tournament 1957 Melbourne, Australia Singolare - Doppio | Elizabeth Court Eva Duldig 6-2 6-2                            | Vera Roberts Marie Toomey                 |               |                     |